# M/T Partizanka
M/T Partizanka je bio trajekt za lokalne linije koji je od 1976. do 1996. bio u sastavu flote hrvatskoga brodara Jadrolinije. Brod je izgrađen 1964. godine u Norveškoj za kompaniju A/S Birger Svendsen & Soner, pod imenom Kraakero. Iste godine brod prelazi pod vlasništvo Rederi Ab G.H. Linjen, a dobiva i ime Gilleleje. 1965. godine brod se prodaje Rederi Ab Gotland i postaje Polhem. Zatim 1972. brod kupuje Corsica Ferries i daje mu ime Corsica Ferry. 1976. ponovno dolazi do promjene imena i vlasnika jer brod kupuje Jadrolinija. Brod prvo postaje Lastovo I, pa 1978. Partizanka. Kao Partizanka plovi sve do 1992. godine. Tada opet mijenja ime i postaje Ston. Jadrolinija je odlučila prodati brod 1996., a tada ga kupuje kompanija Listowel International Ltd. i plovi pod imenom Stone. 1998. vlasnik postaje Fergun Shipping, a ime je Guniz. Pod tim imenom plovi do 2011. kada na nekoliko mijeseci postaje Azzurra II. U prosincu 2011. ponovno se vraća brodu ime Guniz i pod njim je izrezan krajem prosinca u turskoj Aliagi.
Brod je imao kapacitet prijevoza 260 putnika i 50 vozila. S 2 glavna MAN motora mogao je postići maksimalnu brzinu od 13 čvorova.